# モース硬度

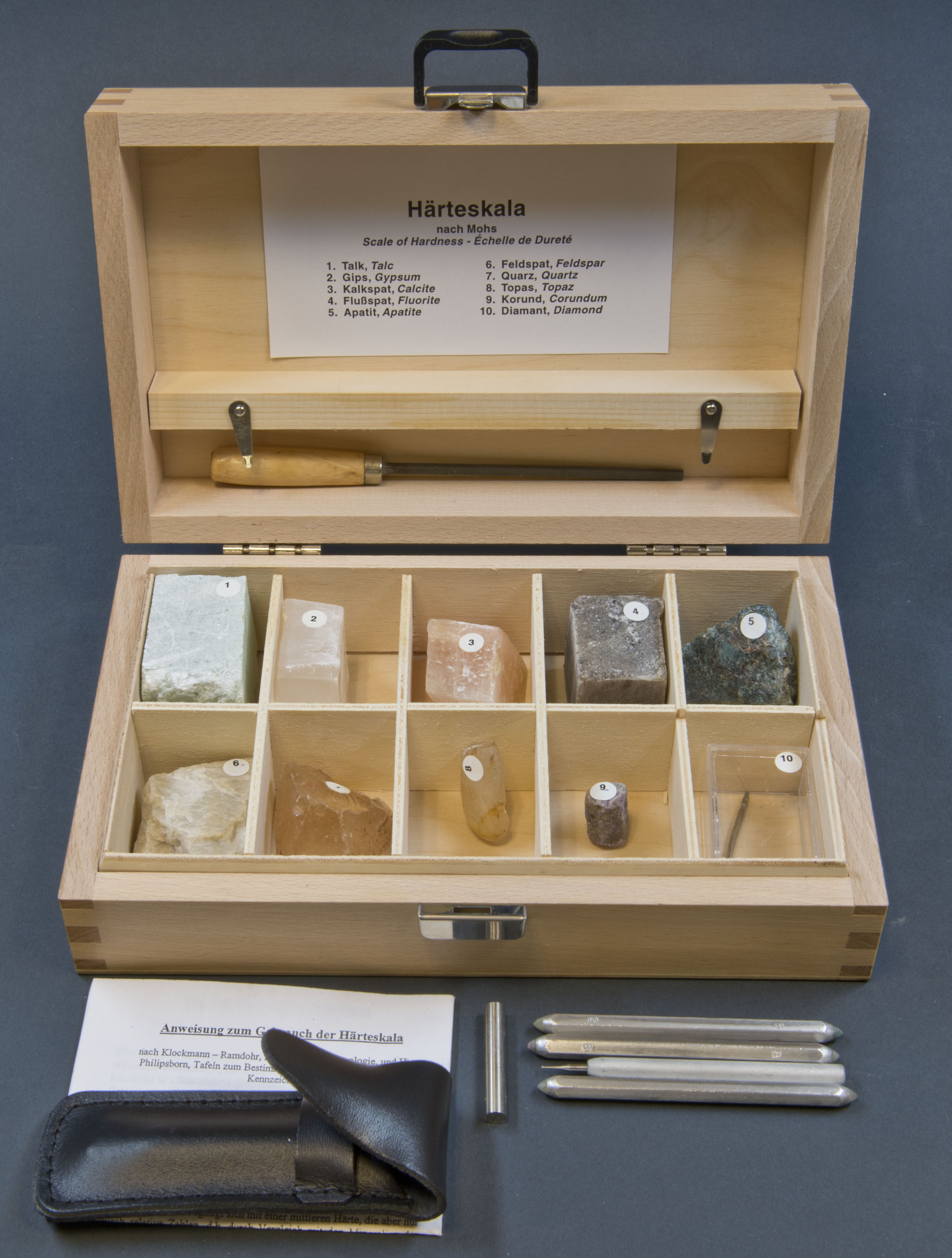
モース硬度計。硬度1から10までの標準鉱物が箱の中に入っている。

モース硬度（モースこうど）、モース硬さ（モースかたさ、英語: Mohs hardness）またはモース硬さスケール（モースかたさスケール、英: Mohs' scale of hardness）は、主に鉱物に対する硬度の尺度の1つ。10種類の標準鉱物とそれぞれに対応する1から10までの整数値を定め、どの標準鉱物で引っかいた時に傷がつくかでモース硬度を定める。
例えば、蛍石（硬度4）で引っかくと傷がつかず、燐灰石（硬度5）で引っかくと傷がつく鉱物は4と5の中間の値であるモース硬度4.5とする。
モース硬度が定めるのは「あるものでひっかいたときの傷のつきにくさ（引っかき硬度）」であり、「たたいて壊れるかどうか（靱性）」といった性質とは異なる。実際、モース硬度が最高のダイヤモンドは衝撃には弱く、ハンマーなどである一定の方向からたたくことで容易に砕ける。
またモース硬度は単に標準鉱物との関係を表す尺度であり、もしある２つの鉱物がモース硬度4.5であったとしても、それらの引っかき硬度が同一であるとは限らず、一方がもう一方より硬い（一方でもう一方を引っかくと傷がつく）ことがありうる。
また、数値間の引っかき硬度の変化は比例せず、硬度1と2の間の差が小さく、9と10の間の硬度の差が大きい。
上記のようにモース硬度は引っかき硬度の尺度としては非常に荒いものである。しかし、簡便かつ安価に用いることができ、野外で鉱物を同定するために用いられる。
モース硬度の「モース（Mohs）」は、この尺度を考案したドイツの鉱物学者フリードリッヒ・モースに由来している。
「滑石方（かっせきほう）にして蛍燐（けいりん）長く、石黄鋼（いしおうこう）にして金色なり」という語呂合わせの覚え方がある。

## 標準鉱物
| モース硬度                                      | 標準鉱物                | 化学式           | 絶対硬度 | 画像 | 解説                                                                 |
| ----------------------------------------------- | ----------------------- | ---------------- | -------- | ---- | -------------------------------------------------------------------- |
| 1                                               | 滑石                    | Mg3(Si4O10)(OH)2 | 1        |      | 最も軟らかい鉱物で、つるつるした手触り。爪でたやすく傷をつけられる。 |
| 2                                               | 石膏                    | CaSO4·H2O        | 3        |      | 指の爪で何とか傷をつけることができる。                               |
| 3                                               | 方解石                  | CaCO3            | 9        |      | 硬貨でこするとなんとか傷をつけることができる。                       |
| 4                                               | 蛍石                    | CaF2             | 21       |      | ナイフの刃で簡単に傷をつけることができる。                           |
| 5                                               | 燐灰石                  | Ca5(PO4)3(F,OH)  | 48       |      | ナイフでなんとか傷をつけることができる。                             |
| 6                                               | 正長石                  | KAlSi3O8         | 72       |      | ナイフで傷をつけることができず、刃が傷む。                           |
| 7                                               | 石英                    | SiO2             | 100      |      | ガラスや鋼鉄などに傷をつけることができる。                           |
| 8                                               | トパーズ （黄玉）       | Al2SiO4(F,OH)    | 200      |      | 石英に傷をつけることができる。                                       |
| 9                                               | コランダム （鋼玉）     | Al2O3            | 400      |      | 石英にもトパーズにも傷をつけることができる。                         |
| 10                                              | ダイヤモンド （金剛石） | C                | 1600     |      | 地球上の鉱物の中で最も硬く、コランダムにも傷をつけることができる。   |
| 出典: 「モース硬度」・「標準鉱物」・「化学式」: |                         |                  |          |      |                                                                      |

標準鉱物と試料物質をこすり、ひっかき傷の有無で硬さを測定する。現実に存在する化学物質（人工物、天然物）の中で、モース硬度として最も硬いものはダイヤモンドである。

## 身近な物の硬度（目安）
| モース硬度 | 物質                 |
| ---------- | -------------------- |
| 2.5        | 人間の爪、象牙、琥珀 |
| 3.5        | 銅製硬貨             |
| 4.5        | 釘（木工用）         |
| 5          | ガラス               |
| 5.5        | ナイフの刃           |
| 6          | 永久歯のエナメル質   |
| 7.5        | 鋼鉄のやすり         |

## 修正モース硬度
研磨剤などの硬さの指標として、工業分野でよく利用される物質を追加して15段階に修正された修正モース硬度が使われる場合がある。
| 修正モース硬度 | 旧モース硬度 | 鉱物             | ヌープ硬度 |
| -------------- | ------------ | ---------------- | ---------- |
| 1              | 1            | 滑石             |            |
| 2              | 2            | 石膏             |            |
| 3              | 3            | 方解石           |            |
| 4              | 4            | 蛍石             |            |
| 5              | 5            | 燐灰石           |            |
| 6              | 6            | 正長石           |            |
| 7              |              | 溶融石英         |            |
| 8              | 7            | 水晶（石英）     |            |
| 9              | 8            | 黄玉（トパーズ） |            |
| 10             |              | 柘榴石           |            |
| 11             |              | 溶融ジルコニア   |            |
| 12             | 9            | 溶融アルミナ     | 2100       |
| 13             |              | 炭化ケイ素       | 2500       |
| 14             |              | 炭化ホウ素       | 2750       |
| 15             | 10           | ダイヤモンド     | 9000       |